# アンナ・ハーク
アンナ・ハーク（Anna Haak、1996年9月19日 - ）は、スウェーデンの女子バレーボール選手。スウェーデン代表。

## 来歴

### クラブチーム
Perstorp出身。2012年、エンゲルホルムに入団。国内リーグでは2014/15シーズンで優勝を果たした。2015年、アメリカ合衆国のマイアミ大学へ進学。NCAA女子バレーボール選手権に出場した。その後、2017年にマーケット大学に進学しプレーした。卒業後の2019/20シーズンはフランスリーグのVandœuvre Nancy Volley-Ballでプレーした。2020年5月、Volley Mulhouse Alsaceと契約し、2020/21シーズンのフランスリーグで優勝、2021/22、202/23シーズンのフランスリーグで準優勝した。2023年5月、イタリアセリエA1のクーネオ・グランダ・バレーへの移籍が発表された。
2024年、リーグ・ワン・バレーボールとの契約が発表された。

### 代表チーム
2015年、シニア代表に初選出された。2018年、ヨーロッパシルバーリーグで優勝しベストアウトサイドヒッター賞を受賞した。2021年、欧州選手権では8位となった。2023年、チャレンジャーカップに出場し準優勝となった。同年の欧州選手権に出場した。

## 人物
- 同じくスウェーデン代表として活躍するイザベル・ハークは実妹である。

## 球歴
- 欧州選手権 - 2021年、2023年
- チャレンジャーカップ - 2023年

## 受賞歴
- 2018年 - ヨーロッパシルバーリーグ ベストアウトサイドヒッター賞

## 所属クラブ
- エンゲルホルム（2012-2015年）
- マイアミ大学（2015-2017年）
- マーケット大学（2017-2019年）
- Vandœuvre Nancy VB（2019-2020年）
- ASPTT ミュルーズ（2020-2023年）
- クーネオ・グランダ・バレー（2023-2024年）
- LOVBオースティン（2024年-）